# プロフェッサー・ロングヘア
プロフェッサー・ロングヘア（Professor Longhair, 1918年12月19日 - 1980年1月30日）は、ニューオーリンズを代表するブルース・ピアニスト。本名はヘンリー・ローランド・バードといい、フェスの愛称でも知られている。ルイジアナ州ボガルーサ生まれ。ルンバ、マンボ、カリプソを織り交ぜた独特のピアノ・スタイルと感情表現に富んだ個性的なヴォーカルで独自の世界を作り上げている。彼はまた「ロックンロール界のバッハ」などとも呼ばれている。

## 来歴
プロフェッサー・ロングヘアはキャリアの初期となる1930年代、チップを稼ぐためにバーボン・ストリートでタップダンスをして過ごした。やがて彼はギターとピアノを覚え、民間植林治水隊(CCC)の隊員のためにピアノを弾き金を稼ぐようになった。彼が音楽と真剣に向き合うようになったのはこの頃である。また、彼はボクサー、コック、プロのカード師などとしても活動した。
1940年代の末、カレドニア・クラブでデイヴ・バーソロミューのバンドが休憩を取っている間に、彼はピアノを弾き喝采を浴びる。後にファッツ・ドミノのバンドリーダーとして知られるようになるバーソロミューだったが、この結果バンドをクビになってしまった。このときのバンドのメンバーが全員長髪だったため、彼らは「プロフェッサー・ロングヘアとフォーヘアーズ」と呼ばれるようになった。これが彼の芸名の由来である。
1949年、彼は代表曲 "Mardi Gras in New Orleans"など4曲をスター・タレント・レーベルにレコーディングした。「プロフェッサー・ロングヘア&ザ・シャッフリング・ハンガリアンズ」名義のこれらの曲が彼のレコーディング・デビューとなった。"Mardi Gras In New Orleans"は、今日でもこの曲はニューオーリンズの祭典、マルディグラのテーマ曲として知られている。
1950年代には、彼はアトランティック、エブ(Ebb)、ロンなどのレーベルにレコーディングを残した。R&Bチャートに登場する全国的なヒットは、"Bald Head"1曲のみだったが、他に"Tipitina"、"Ball the Wall"などいくつかの小ヒットを飛ばしている。
彼は当時、様々な名前で活動していた。ロイ・バード&ヒズ・ブルース・スカラーズ、ロイ“ボールド・ヘッド”バード、ローランド・バード、プロフェッサー・ロングヘア&ヒズ・ブルース・スカラーズ、プロフェッサー・ロングヘア&ザ・クリッパーズなどなど。このように多くの名前を使ったのは、レコード契約上の問題を避けるためであった。
1960年代になると彼の活動は急激に減速し、1964年にウォッチ・レーベルからリリースとなった"Big Chief"がヒットとなった以外は目立った活動はない。彼は半ば引退状態で、再びカード師に戻り、レコード店のゴミ清掃員までやるようになっていた。しかし、ニューオーリンズ・ジャズ&ヘリテッジ・フェスティバルの企画に携わっていたアリソン・マイナー、クイント・デイヴィスらが彼を1971年のフェスティバルに出演させてから、再び活動を活発化させていった。70年代には彼はいくつかの名作を残しており、またドキュメンタリー「Piano Players Rarely Ever Play Together」にもアラン・トゥーサン、トゥッツ・ワシントンとともに出演している。
1973年にはモントルー・ジャズ・フェスティバルでヘッドライナーを務めた。また1975年には、ポール・マッカートニーが彼をクイーン・メアリー号船上のプライベート・パーティーに出演させている。1976年のジャズフェスでの演奏は、ライヴ・アルバム『New Orleans Jazz And Heritage Festival 1976』に2曲収録された。
彼は1979年、シカゴのアリゲーター・レコードと契約をし、アルバム『Crawfish Fiesta』をレコーディングした。しかし、その発売日前日の1980年1月30日、就寝中に心臓発作で亡くなった。61歳だった。没後の1992年、彼はロックの殿堂入りを果たしている。ニューオーリンズの有名なクラブ「ティピティーナス」は彼の曲名から名付けられた。アルバート・ゴールドマンは1978年、彼をティピティーナスでレコーディングしている。（アルバム「Rum And Coke」）

## ディスコグラフィー
- "New Orleans Piano" (Atlantic, 1972)
- "Live On The Queen Mary" (One Way, 1978)
- "The Complete London Concert" (JSP, 1978)
- "Crawfish Fiesta" (Alligator, 1980)
- "Rock 'N' Roll Gumbo" (IMS, 1981)
- "Mardi Gras In New Orleans" (Nighthawk, 1981)
- "The Last Mardi Gras" (Atlantic, 1982)
- "House Party New Orleans Style: The Lost Sessions 1971-72" (Rounder, 1987)
- "Mardi Gras in Baton Rouge" (Rhino, 1991)
- "Rum And Coke" (Tomato, 1993)
- "Big Chief" (Tomato, 1993)
- "Fess: The Professor Longhair Anthology" (Rhino, 1993)
- "The Big Easy" (Magnum Group, 1994)
- "Fess' Gumbo" (Stony Plain, 1996)
- "Way Down Yonder In New Orleans" (M.I.L., 1997)
- "Byrd Lives!" (Night Train, 1998)
- "All His 78's" (No label)

### ビデオ
- "Piano Players Rarely Ever Play Together" (Stevenson Productions, VHS,1982 生誕100年にあたる2018年に２枚組DVDセット"Fess Up"の１枚として復刻)